# 不列顛群島歷史
直到最近的幾個世紀之前，不列顛群島是由幾個不同的國家所佔據，在那之前的不列顛群島歷史（英語：History of the British Isles）就是這些國家之間彼此紛爭的歷史。英格蘭後來成為了主宰力量，在「大不列顛」這面大旗下，與其他國家在不同的時期合併起來，形成了現在的英国。
聯合王國虽然只是西欧的一个岛国，面积不大，但由于最早的工业革命发生在不列顛，曾经建成号称“日不落帝国”的世界最大的殖民帝国，在第二次世界大战前是世界影响最大的国家，战后虽然被美国取而代之，但美国的主要语言也是英语，美国的主体民族也是盎格魯-薩克遜人，美国的学生除了要学习美国历史外，也要学习不列顛历史。
不列顛人历史上局处岛国，偏于保守，历史上虽然不列顛的社会状况不断改变，但政体变化不大，至今没有一部成文的宪法；王室虽然也在不断地改朝换代，但和中国不同，不列顛群島歷史上很少發生改變統治家族的叛亂，每次變更多是王室缺乏男性後裔，而需由女性後裔繼位，既而使王室姓氏相應更改。因此，现在的國王查爾斯三世的血统可以追溯到最早的撒克逊诸王的身上，不列顛群島历史大致可以分为如下几个阶段：

## 史前

### 舊石器時代和中石器時代
舊石器時代和中石器時代，其特點狩獵採集的經濟和石器技術。

#### 舊石器時代
在不列顛群島舊石器時代時，該地區首次出現了已知的早期智人居住地，比如已經滅絕的海德堡人。

#### 中石器時代（公元前10000年至4500年）
到了中石器時代，智人是唯一生存在不列顛群島的人。不列顛群島與歐洲大陸之間通過一塊名叫多格蘭（Doggerland）的土地連結。

### 新石器時代和青銅時代（公元前4500年至600年）
在不列顛群島，新石器時代和青銅時代見證了英國和愛爾蘭社會和景觀的轉變。它見證了農業的發展，在這段時間內，各群體放棄了狩獵採集的模式，開始從事農業生產。

### 鐵器時代（公元前1200年至公元600年)
顧名思義，英國鐵器時代特徵是大規模使用鐵，鐵可以用來生產各種不同工具，裝飾品和武器。
在公元前一千年或是更早時，文化傳播和歐洲大陸的移民，使群島上出現凱爾特語言，之後形成了海島凱爾特語支。以前群島上講什麼語言不得而知，但推測是前印歐語。

## 古典時代

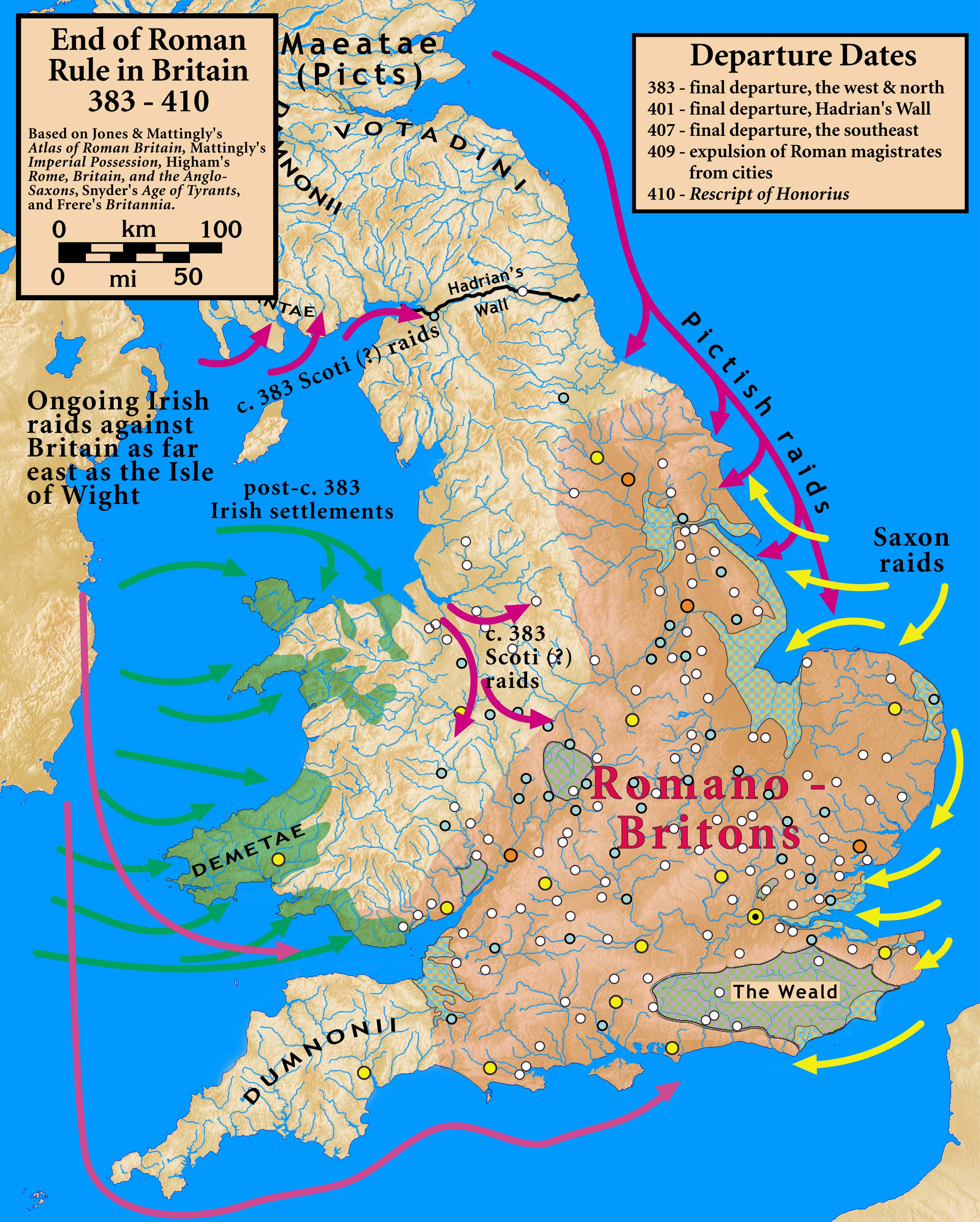
羅馬人結束統治不列顛，383年至410年

公元前55年和54年，凱撒領導羅馬帝國軍隊對不列顛群島發動了兩次戰爭，但羅馬人仍未能完全佔領不列顛。公元43年，羅馬佔領了不列顛南部。尼祿時期，羅馬不列顛行省的範圍向北延伸至林德姆（英語：Lindum Colonia，現名：林肯）。保利努斯（Gaius Suetonius Paulinus）之後成爲不列顛行省的總督，在他統治不列顛行省時，大部份時間都在威爾斯征戰，公元60年時，他在安格爾西島圍剿了最後的抵抗力量，屠殺了當地的德魯伊，燒毀了他們的聖林，在戰役結束後，東安格利亞的布迪肯出現了一場叛亂。
布迪肯叛亂被鎮壓後，羅馬行省開始進一步擴張，征服了威爾士南部等地。公元77年至83年間，新任總督阿古利可拉領導了一系列戰役，擴大了羅馬省的版圖，並佔領了威爾士北部、不列顛北部和喀里多尼亞（現名蘇格蘭）的大部分地區。儘管凱爾特人有着堅定的決心和頑強的意志來戰鬥，但由於面對的是一支優秀的職業化軍隊，所以有10萬到25萬的人在羅馬征服期間喪生。

## 中世紀

### 中世紀早期
5世紀開始，撒克遜人就對不列顛進行了一系列入侵，在入侵後形成了許多盎格魯-撒克遜王國，通過與不列顛各邦戰爭，逐漸這些盎格魯-撒克遜王國的範圍就包括了今天英格蘭的領土。公元600年左右，形成了七個主要王國，史稱七國時代。在這一時期，各國都逐漸皈依基督教。9世紀，來自斯堪的納維亞的維京人征服了英格蘭的大部份地區，只剩下威塞克斯王國還留存下來，而且這個王國在10世紀時統一了英格蘭。但是丹麥在克努特大帝的統治下，重新征服了英格蘭。之後，在宣信者愛德華的統治下，結束了自從1016年克努特徵服英格蘭後實行的丹麥法統治，威塞克斯王朝復辟。

### 中世紀晚期

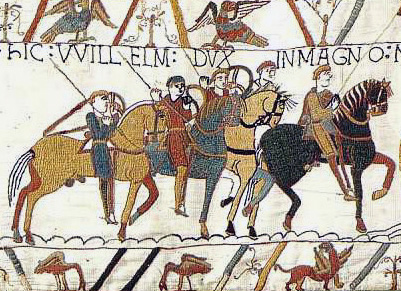
Bayeux Tapestry depicting events leading to the Norman conquest of England, which defined much of the subsequent history of the British Isles

1066年，諾曼底公爵威廉一世說他是王位的合法繼承人，入侵了英格蘭，並在黑斯廷斯戰役中擊敗國王哈羅德二世。宣稱自己是國王，他加強了自己的政權，任命忠誠的諾曼底精英成員擔任許多權力職位，在全國各地建立城堡系統，並下令對他的新王國進行人口普查，即《末日審判書》，人們普遍認爲他是英國封建制度的建立者。中世紀晚期，英國和法國之間發生了許多戰爭，在百年戰爭中達到了頂峰，法國取得了勝利。英國在中世紀後期的王朝還有金雀花王朝、蘭開斯特王朝和約克王朝。

## 近代
近代早期的主要歷史事件包括英格蘭文藝復興、英格蘭宗教改革和蘇格蘭宗教改革、英國內戰、查理二世復辟、光榮革命、聯合條約、蘇格蘭啟蒙運動和第一大英帝國的形成。

## 19世紀

### 1801年至1837年

#### 大不列顛與愛爾蘭的聯合
愛爾蘭總督代表來自英格蘭的君主來領導政府。政府同時有爱尔兰布政司協助工作。這兩者都由倫敦政府控制。甚至在1782年憲法之前，愛爾蘭議會也會受到嚴格束縛，在愛爾蘭的裁決都可以通過向位於倫敦的英國上議院上訴而被撤銷。
愛爾蘭政治家和律師亨利·格拉坦一直支持愛爾蘭應獲得最大程度的獨立，因為他的努力，愛爾蘭在18世紀80年代獲得了一定獨立地位，比如一些富有的天主教徒在其間甚至獲得了選舉權。但愛爾蘭下議院的議員仍不能有天主教徒。這種已經相對比較獨立的時期在之後結束，因爲在1798年時愛爾蘭在英國與革命法國戰爭時出現了叛亂，英國政府擔心獨立的愛爾蘭會與法國聯盟，從而決定將兩個國家統一起來。兩國議會在1801年1月1日立法統一。

## 各時期
- 史前不列顛（凯尔特英国，史前－43年）
- 羅馬時期不列顛（44年－410年）
- 中古時期不列顛
  - 盎格魯-撒克遜英格蘭與七国时代（約440年－850年）
  - 丹麥區時期（850年－1066年）
  - 諾曼征服（1066年）
  - 百年战争（1337年－1453年）
  - 玫瑰战争（1455年－1485年）
- 近代不列顛
  - 英格蘭文藝復興
  - 伊麗莎白時期
  - 詹姆斯時期
  - 卡洛琳時期
  - 共和時期
  - 復辟時期
  - 光荣革命
  - 第二次百年战争（1689年－1815年）
  - 蘇格蘭啟蒙運動
  - 喬治王時期
- 聯合王國歷史
  - 攝政時期
  - 維多利亞時期
  - 愛德華時期
    - 第一次世界大戰的聯合王國

## 延伸閱讀
- Simon Schama. . BBC/Miramax. 2000. ISBN 0-7868-6675-6.
- Simon Schama. . BBC/Miramax. 2001. ISBN 0-7868-6675-6.
- Simon Schama.  (DVD). BBC. 2002. ASIN B00006RCKI.
- Norman Davies. . Oxford University Press. 1999. ISBN 0-19-513442-7.
- G. M. Trevelyan. . Penguin Books. 1987. ISBN 0-14-023323-7.